# Гаспольтсхофен
Гаспольтсхофен (нем. Gaspoltshofen) — коммуна (нем. Gemeinde) в Австрии, в федеральной земле Верхняя Австрия. 
Входит в состав округа Грискирхен.  Население составляет 3597 человек (на 31 декабря 2005 года). Занимает площадь 41 км². Официальный код  —  40806.

## Политическая ситуация
Бургомистр коммуны — Вольфганг Клингер (АПС) по результатам выборов 2003 года.
Совет представителей коммуны (нем. Gemeinderat) состоит из 25 мест.
- АНП занимает 10 мест.
- СДПА занимает 6 мест.
- АПС занимает 6 мест.
- местный список: 3 места.